# サム・ブラウン (歌手)
サム・ブラウン（Sam Brown、1964年10月7日 - ）は、イングランドの歌手、ソングライター、ミュージシャン。
ブラウンはブルー・アイド・ソウルとジャズの歌手であり、ウクレレとピアノの演奏家でもある。彼女は、1980年代後半よりソロ・アーティストとして名を成し、1980年代から1990年代にかけてリリースしたシングルのうち8枚が、全英シングルチャートにランクインした。時として失恋を扱うこともある彼女のソロ・シングルには、「ストップ」「This Feeling」「Can I Get a Witness」「Kissing Gate」「ウィズ・ア・リトル・ラヴ」「Just Good Friends」などがある。セッションでのバック・ボーカリストとしても活動し、ゲイリー・ムーア、ジョージ・ハリスン、スモール・フェイセス、スパンダー・バレエ、アダム・アント、ジョン・ロード（ディープ・パープル）、ピンク・フロイド、デヴィッド・ギルモア、ザ・ファーム、ドッジー、ニック・ケイヴなどのアーティストたちと共演してきた。
ブラウンはアルバム『ストップ』をリリースして、1988年にデビュー。合計7枚のスタジオ・アルバム、1枚のライブ・アルバム、1枚のEP、3枚のコンピレーション・アルバムをリリースし、さらにホームスパン (Homespun)というグループの一員として3枚のアルバムをリリースした。2007年、歌声に深刻な問題を抱え、後の2023年にアルバム『Number 8』をリリースするまでレコーディングとライブで歌うことをやめていた。

## 生い立ち
サマンサ・ブラウンは1964年10月7日、イギリス・ロンドン東部のストラトフォードで生まれた。彼女はミュージシャンのジョー・ブラウンとセッション・シンガーのヴィッキー・ブラウンの娘である。ブラウンが音楽業界で最初に仕事をしたのは1978年、14歳の時で、スモール・フェイセスの最後のスタジオ・アルバム『78イン・ザ・シェイド』においてバック・ボーカルを歌った。また、スパンダー・バレエを含む他のいくつかのバンドでもバック・ボーカリストとして活動し、元ディープ・パープルのキーボード奏者ジョン・ロードの3枚目のソロ・アルバム『ビフォア・アイ・フォゲット』では母親と共演している。

## キャリア
ブラウンは、1986年にA&Mとレコーディング契約を結んだ。A&Mで最も成功した曲は、1988年にシングルとしてリリースされた「ストップ」であった。同年、同名アルバムをリリース。アルバムからの他のシングルには、「Walking Back to Me」、「This Feeling」、そして「Can I Get a Witness」のカバー・バージョンが含まれていた。アルバム『ストップ』は全世界で250万部以上を売り上げ、特にイギリスとオーストラリアで好調だった。ブラウンの2枚目のスタジオ・アルバム『エイプリル・ムーン』（1990年）には、「Kissing Gate」と「ウィズ・ア・リトル・ラヴ」という2つのヒット・シングルが収録されていた。このアルバムからはさらに「Mindworks」「Once in Your Life」「As One」という3つのシングルがリリースされた。
ブラウンの3枚目のスタジオ・アルバム『43 Minutes...』は、母親が乳癌で死去したのとほぼ同時期に制作された。当時、ブラウンのレコード・レーベルであるA&Mはアルバムに満足しておらず、ヒットする可能性のあるシングルを録音して収録曲に追加することを望んでいた。ブラウンは妥協する気はなく、長引く法廷闘争の末、アルバムのマスター録音を買い戻し、母親の死から1年後の1992年に自身のレーベル、ポッド・ミュージックからリリースした。発売当初は少数の販売となったが、2004年に再販された。
ブラウンは、1994年にリリースされたピンク・フロイドの14枚目のスタジオ・アルバム『対/TSUI』でバック・ボーカルを提供し、リリースに伴うピンク・フロイドのツアーに同行した。彼女の関与は、翌年のピンク・フロイドがリリースしたライブ・アルバム『P.U.L.S.E』に記録されており、そこで彼女はバック・ボーカルを歌い、「虚空のスキャット (The Great Gig in the Sky)」では初のリード・ボーカルを務めた。1995年、彼女はシンガーソングライター仲間のフィッシュとのデュエット曲「Just Good Friends」でマイナー・チャートにおけるヒットを記録した。1997年、ブラウンは4枚目のスタジオ・アルバム『ボックス』を携えて復帰し、独立レコード・レーベルのデーモン・ミュージック・グループからリリースされた。このアルバムには、「Embrace the Darkness」「Whisper」、そしてマリア・マッキーと共作した「I Forgive You」が収録されている。この曲のマッキーのバージョンは元々彼女のセカンド・アルバム『永遠の罪』に収録されていた。
2000年、彼女の5枚目のスタジオ・アルバム『リブート』が、シングル「In Light of All That's Gone Before」と同様に、別の独立レーベル、マッド・ハットからリリースされた。2003年、ブラウンはデイヴ・ロスレイとともにバンド「ホームスパン (Homespun)」を結成。グループは3枚のアルバムをリリースした。ブラウンはこの時期に、EP『Ukulele and Voice』など、いくつかのソロでの録音もリリースしている。2004年、彼女がほぼすべての歌詞を書いたジョン・ロードのアルバム『ビヨンド・ザ・ノーツ』がリリースされた。2006年末、彼女は父親ジョー・ブラウンの特別ゲストとして大規模なイギリス・ツアーを行った。この公演には、彼女の弟のピート・ブラウンも出演した。
最後のアルバムから7年後の2007年、ブラウンは『Of the Moment』をリリースした。また、2007年10月には「Valentine Moon」がジュールズ・ホランドのヒット・アルバム『Best Of Friends』に収録され、全英アルバムチャートのトップ10に返り咲いた。
同年、彼女は歌声に問題を抱え、それ以来、理由は不明だが、一貫して歌うことができなくなってしまう。2013年のインタビューで、彼女は「声帯を閉じることと適切な音程をとることが同時に達成できない。いくつかの筋肉が働いていないように感じる」と説明した。声帯に嚢胞が見つかった後、彼女は嚢胞の除去に成功したが、声の問題は残り、音を維持することができなくなってしまった。
別の音楽的職業を求めて、ブラウンは2010年にウクレレ・クラブを立ち上げ、オックスフォードシャー、ドーセット、ロンドン、オンラインのいくつかのクラブに拡大し、成長を続けている。
2021年、彼女は唯一のライブ・アルバム『Wednesday the Something of April』をリリースした。これは、彼女のキャリア全体の曲をフィーチャーした2004年のワンマン・ショーを録音したものである。ブラウンの15年ぶりとなるスタジオ・アルバム『Number 8』は、2023年1月にリリースされた。このアルバムは、長年のコラボレーターであるダニー・ショッガーとともに書かれ、録音され、ブラウンのボーカルを助けるため、Melodyneというソフトウェアが使用されている。

### バック&ゲスト・ボーカリスト
ソロとしてのキャリアだけでなく、ブラウンはバック・ボーカリストとして、また他のアーティストとのコラボレーション相手としても成功を収めてきた。彼女は、バークレイ・ジェイムス・ハーヴェスト（1984年）、デヴィッド・ギルモア（『イン・コンサート』）、ピンク・フロイド、ディープ・パープル（『ライブ・アット・ロイヤル・アルバート・ホール』）、ジョン・ロード、ザ・ファーム、ゲイリー・ムーア、ジョージ・ハリスン、ニック・ケイヴといった面々のバンドと共演したことがある。彼女はジュールズ・ホランド・アンド・ヒズ・リズム&ブルース・オーケストラのメンバーとして頻繁に出演し、2002年のジョージ・ハリスンの一周忌を追悼するコンサート・フォー・ジョージにおけるパフォーマンスで「Horse to the Water」を歌ってさらに名声を博した。この曲はコンサート・フィルムと2018年のデジタル・アルバム・リリース版に収録されているが、2003年のオリジナル・アルバムには収録されていない。2002年、彼女はバッキンガム宮殿で行われたエリザベス2世のゴールデン・ジュビリー・コンサート「パーティー・アット・ザ・パレス」でバック・ボーカリストを務めた。
2015年、ブラウンはサリー州ギルフォードにあるロックおよびポップ・ミュージシャンのためのアカデミー・オブ・コンテンポラリー・ミュージック（ACM）でバック・ボーカルのクラスを教え始めた。

## 私生活
ブラウンには、元夫でプロデューサー兼ミュージシャンのロビン・エヴァンスとの間に、1993年と1995年に生まれた2人の子供がいる。
1991年6月16日、ブラウンの母親ヴィッキー・ブラウンが乳癌のため50歳で亡くなった。

## アルバム・タイトル
ブラウンの7枚のソロ・スタジオ・アルバムと1枚のライブ・アルバムのタイトルの頭文字をリリース順に並べると、彼女の名前が次のように綴られている。
- Stop!
- April Moon
- (43) Minutes...
- Box
- ReBoot
- Of the Moment
- Wednesday the Something of April
- Number 8

ブラウンは、2000年の『ReBoot』のリリース後に指摘されるまで、このパターンを知らなかったと語った。一度、このパターンが注目されると、彼女はこの傾向を継続すると誓い、ファンに「O」で始まる次のタイトルの提案を提出するよう求めた。『Of the Moment』は2007年9月にリリースされた。そのタイトルはブラウンのウェブサイト経由でファンによって提案された。

## ディスコグラフィ

### スタジオ・アルバム
- 『ストップ』 - Stop! (1988年)
- 『エイプリル・ムーン』 - April Moon (1990年)
- 43 Minutes... (1993年)
- 『ボックス』 - Box (1997年)
- 『リブート』 - ReBoot (2000年)
- Of the Moment (2007年)
- Number 8 (2023年)

### ライブ・アルバム
- Wednesday the Something of April (2021年)